# 養和醫院

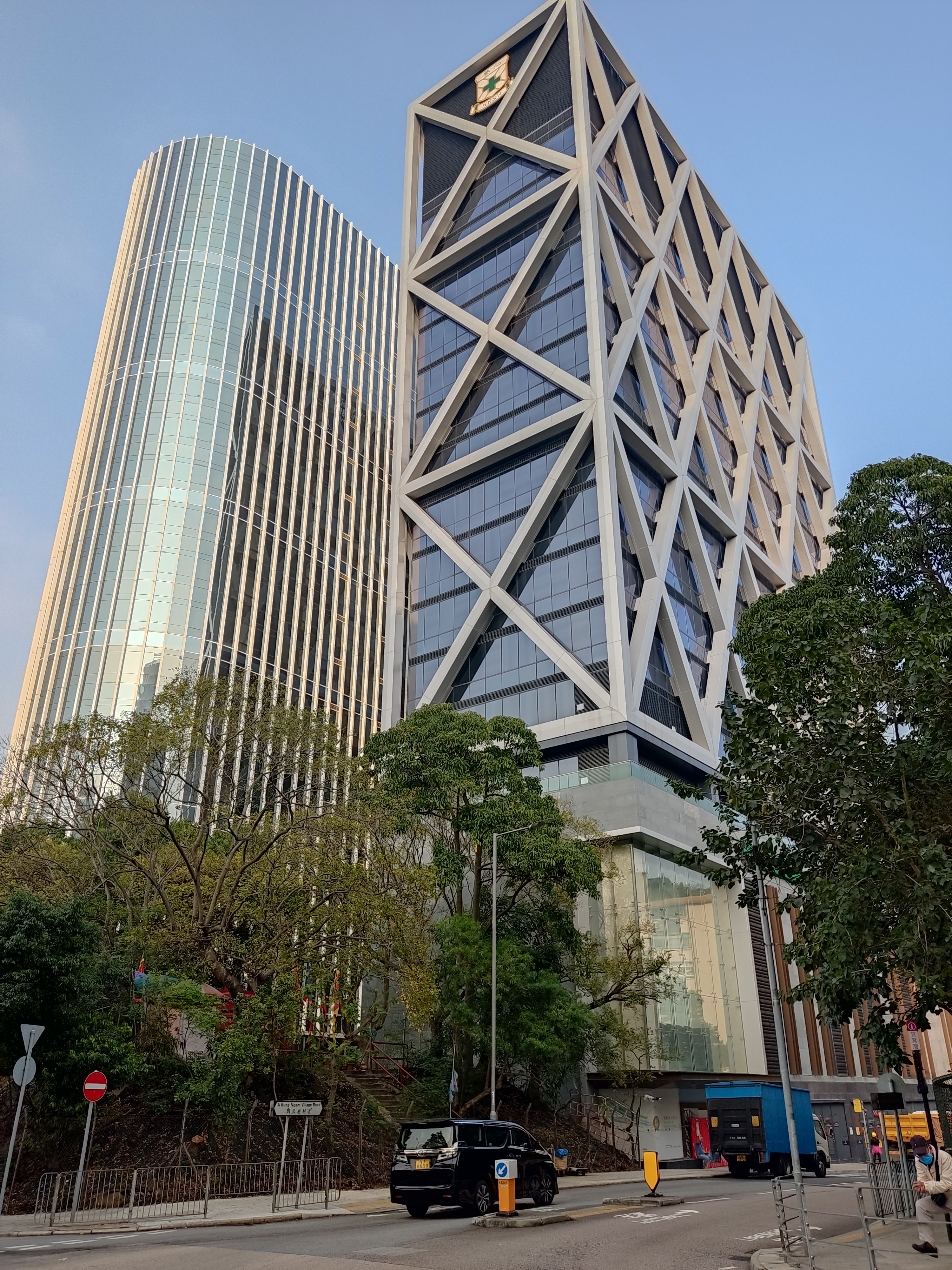
養和東區醫療中心曹延棨院（右）及養和東區大樓（左）

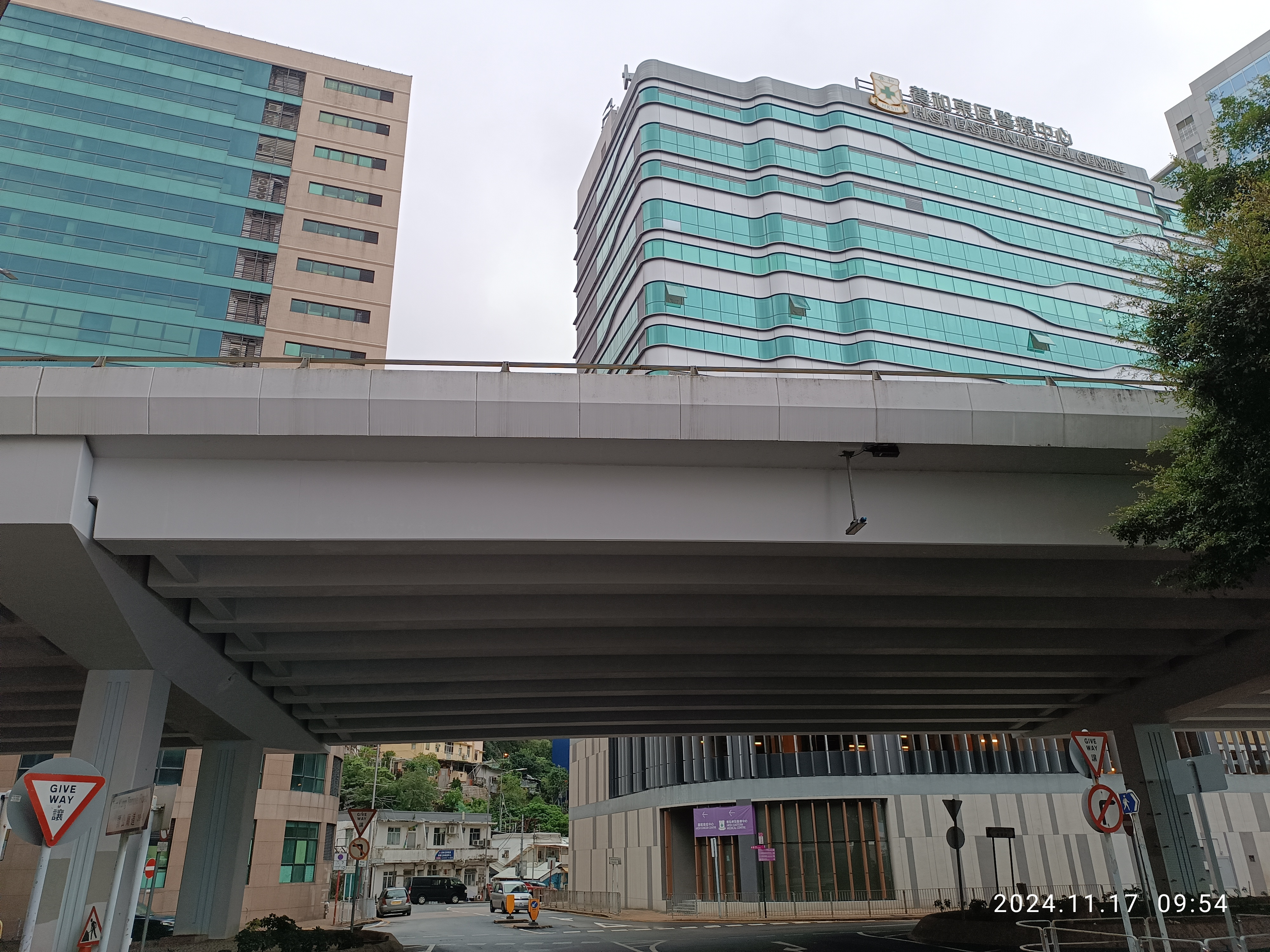
養和東區醫療中心李樹芳樓（圖右綠色建築）

養和醫院（英語：Hong Kong Sanatorium and Hospital），前身是養和療養院（英語：The Yeung Wo Nursing Home），於1922年成立，是香港著名全科私立醫院，位於香港島灣仔區跑馬地山村道2號，養和醫療集團旗下醫院。

## 歷史
養和醫院原址在愉園遊樂場， 原本是市民消閒勝地，俯瞰馬場，1918年馬場大火，造成300多人死亡， 一群志同道合的香港華人名醫和社會賢達等人以低價購入地皮，因環境清幽，所以將原有兩幢建築物改建，改為療養院之用，共設有28張病床，成立養和療養院 ，首任院長李樹芬，宗旨是為華人社群提供醫院服務 。1920年代本港醫院由殖民地政府或外國教會管理，床位嚴重匱乏，能讓華人行醫的地方絕無僅有。
1925年，養和療養院遇山泥傾瀉，受到嚴重破壞。
1926年，前任廣東公醫大學醫學院校長李樹芬醫生正式被委任為養和的院長及董事會主席，養和療養院易名為現時的養和醫院，同時領導受山泥傾瀉嚴重破壞的重建及擴展計劃。
1927年，養和醫院創立了護士學校，致力護理人才的培訓工作，當時養和醫院護士學校為首間獲港府批准提供非資助護士課程的機構，更是當時唯一設護士訓練學校的私營醫院。
1929年正式易名為養和醫院。
1931年，舊院地下改建，成立贈醫部，設兩間病房、產科手術室及門診服務，因地方淺窄，只接收外科、婦科及產科病人，留醫者需支付每日5毫的膳食費。
1932年，養和醫院中院大樓啟用，是該院的主要建築物，入口處具歷史價值的的門牌和標誌一直保留至今。
1947年，引入放射診斷科技，安裝首部100mA X光診斷機，使X光診斷趨向普及；1954年，成立電療部門，同年引入香港私家醫院第一部深度X光治療儀，以治療癌症。
1951年至1956年，為應對戰後嬰兒潮，養和設立半贈醫留產部、產前及產後檢查診所等，當時收費廉宜，又免費幫助需要儀器協助或剖腹的產婦。

### 千禧年後
2002年，護士學校課程曾短暫停辦，兩年後復辦；2008年與香港理工大學合辦護理學碩士課程。
2010年代，養和醫院與香港大學李嘉誠醫學院合作，為其學生提供臨床實習機會。
2012年5月7日，約200名跑馬地居民遊行抗議養和醫院計劃所可能導致加劇區內交通擠塞的問題。同年8月17日，經過多年時間，養和醫院擴建計劃終於獲得城市規劃委員會通過。擴建後，醫院兩座大樓將會興建成為21層高，預料可提供800張牀位。由於跑馬地居民一直擔心擴建計劃會影響到區內交通及空氣污染等，香港政府已經提出於養和醫院擴建後，必須增加興建黃泥涌道入口，以紓緩山村道入口的交通流量。同年10月19日，保育團體本土行動成員何來入稟高等法院申請司法覆核，要求擱置城市規定委員會早前通過的養和醫院擴建計劃，並且要求城市規定委員會就計劃重新作出公眾諮詢及法定環境保護評估程序等。
2011年11月15日，養和醫院以4.75億元購入筲箕灣阿公岩道3號川匯集團大廈全幢。2013年10月8日，養和醫院表示計劃在川匯集團大廈興建養和東區醫療中心，預計於2019年落成及投入服務。購買該座佔地1,240平方米的工廈後，將會拆卸重建為樓高19層和4層地庫的綜合醫療中心，除了提供24小時門診服務外，更設有先進診斷和治療設施，包括質子治療系統、磁力共振掃描和正電子掃描等，亦設有手術室和少量床位供病人使用。
2014年12月18日，養和醫院斥資近14億元，以呎價約6,400元，向怡華益新購入筲箕灣阿公岩村道5號東都中心全幢。
因應籌備原址第四期的擴建，為了減低對區內的交通影響，養和醫院於2015年起陸續地將部分後勤及臨床服務重置，調離跑馬地，而數個專科門診和日間手術中心的部分服務亦會搬遷至金鐘，當中包括牙科及眼科部分服務，並且籌備地區聯絡小組以加強與區內居民和商戶等溝通。
2019年7月11日，養和東區醫療中心正式投入服務，中心座落在筲箕灣阿公岩，樓高15層，分為兩大部分，包括養和癌症中心，以及家庭醫學及基層醫療中心（門診部）與體格健康檢查部。內設多種先進治療設備，包括香港首個質子治療中心，目標是打造為「世界級」癌症治療中心，另有服務社區的家庭醫學及基層醫療（門診服務）和體格健康檢查服務。養和東區醫療中心李樹芳樓總樓面面積逾20,000平方米。同時，養和醫療集團在毗鄰興建中的新醫院及質子治療中心（曹延棨院），會於2022年落成，屆時將提供24小時門診服務。
養和醫院於2021年3月參與香港2019冠狀病毒病疫苗接種計劃，並進行BioNTech復必泰疫苗及科興克爾來福疫苗的抗體對比研究，於2021年2月至4月期間招募該院的醫護人員參與抗體研究計劃，其中有220人打科興克爾來福疫苗，另有237人打BioNTech復必泰疫苗，研究團隊於醫護人員接種第一針及第二針後，以三種技術為接種人群進行抗體測試。2021年6月29日，養和醫院發表研究報告，研究發現接種首針復必泰疫苗後，三種測試均顯示抗體陽性比率高達九成，接種第二針後更全部達100%；而接種中國科興疫苗首劑後抗體轉陽率介乎19.3%至75.8%，接種第二劑後亦只介乎94.4%至99.5%，均低於接種復必泰疫苗，該抗體研究反映科興克爾來福疫苗的預防感染效力不及BioNTech復必泰疫苗，養和醫院已將研究報告刊登於《香港醫學雜誌》供同行評審。

### 歷任院長
- 李樹芬醫生：1926年至1966年
- 李樹培醫生：1966年至2005年，李樹芬的弟弟，耳鼻喉科醫生
- 李維達醫生：2005年至今，李樹培的兒子，眼科醫生[12]

### 1950-1990年代駐院醫生
- 譚世傑醫生，在香港大學醫學院教書，2011年逝世

### 2010年-2020年代駐院醫生
- 譚文亮醫生

## 設施

### 養和醫院

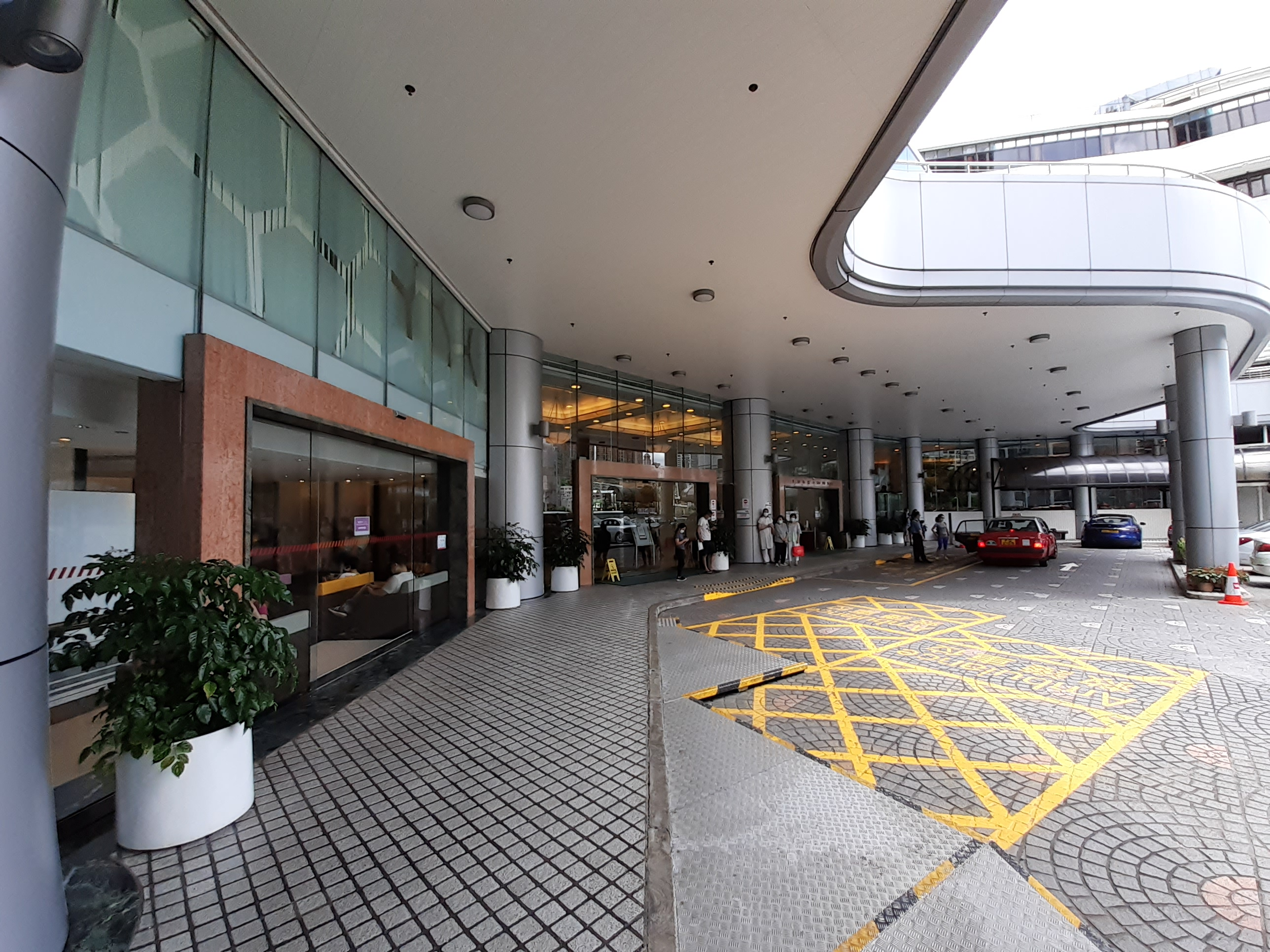
入口

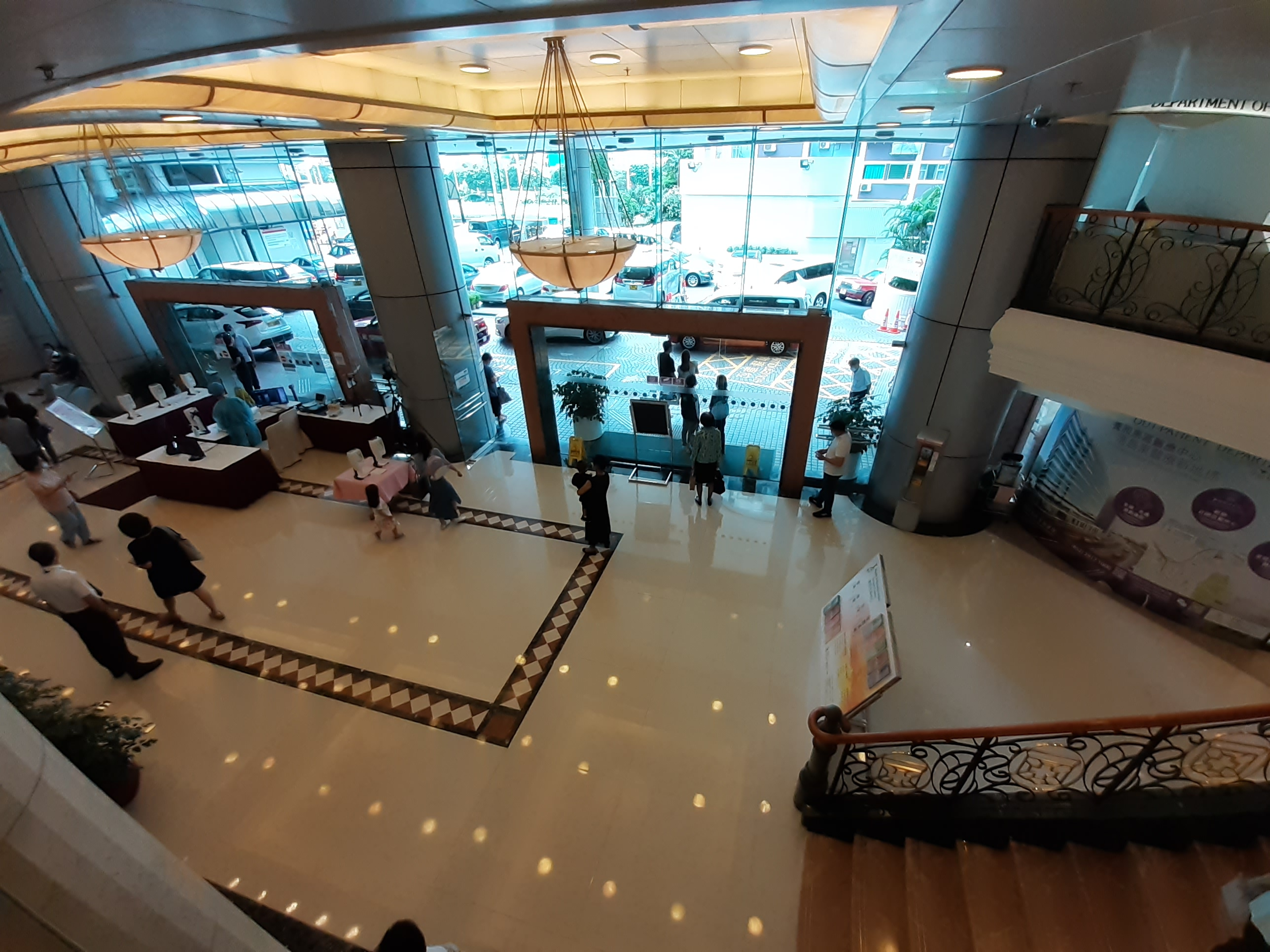
大堂

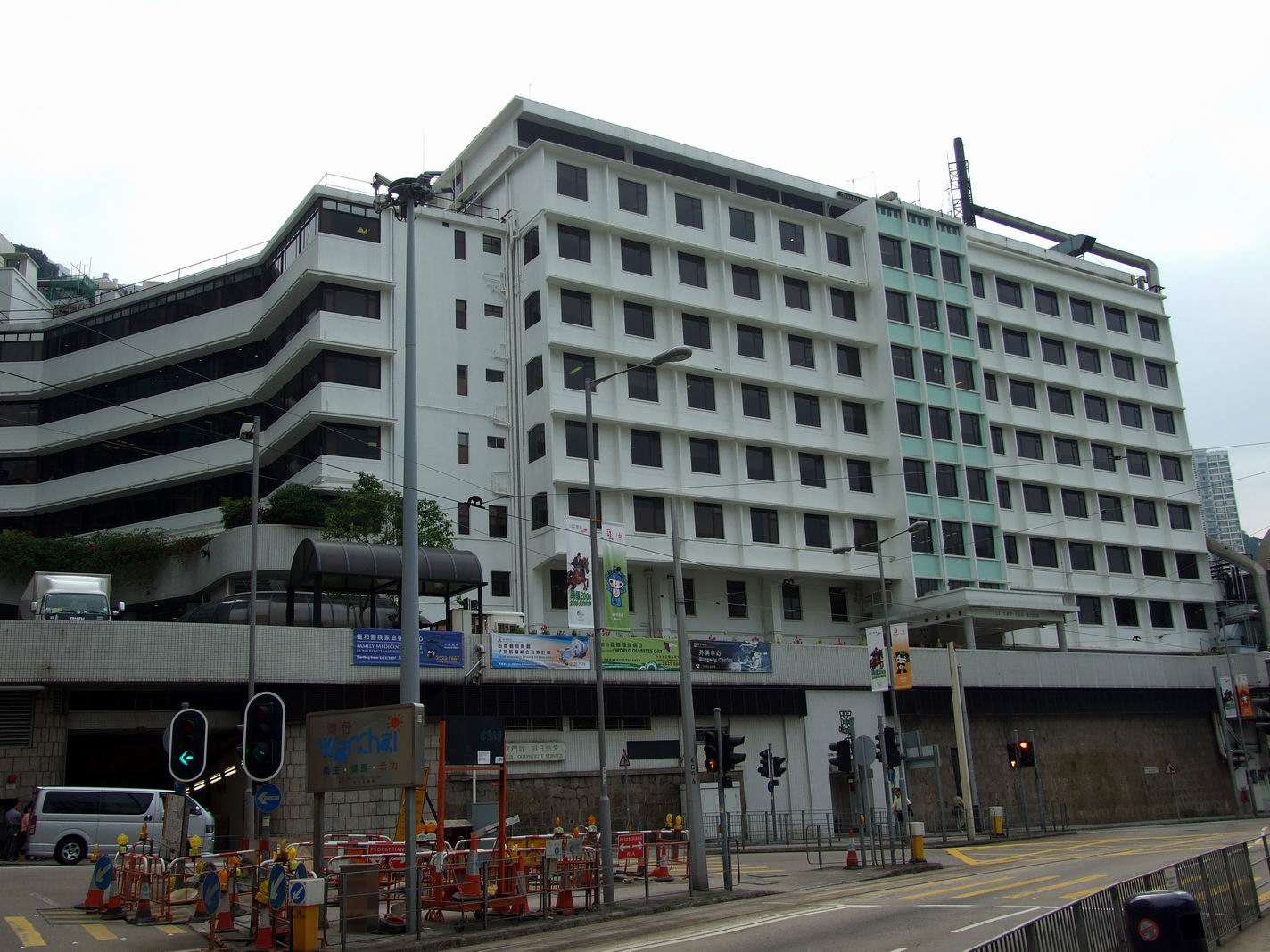
養和醫院靠近黃泥涌道

養和醫院由兩座大樓組成，分別是於2005年開始擴建，由原來17層加建至37層的李樹培院，以及樓高8層的李樹芬院。另外，養和醫院現正進行第三期的擴建工程，於2008年6月1日展開，首階段工程位於21樓的普通病房安裝間隔牆及水電系統、水務及渠務工程，於2008年8月完成；18至27樓、30至32樓及38樓的裝修工程，2008年終竣工。落成後，李樹培院使養和醫院成為全世界第二高醫院大樓。
養和醫院本來計劃將李樹芬院也重建成38層，容納1,000張病床、醫護學校、大型手術及實驗室設備等，可是屢遭城規會反對，只准予興建至12層，因此養和醫院計劃將李樹芬院搬到黃竹坑南風道發展，但經院方詳細研究後，認為該幅用地不宜興建醫院，最終決定放棄在黃竹坑發展。
香港家庭計劃指導會在2008年1月底結束提供了26年的人工受孕服務，並同時關閉「精子銀行」，有關服務由養和醫院接手。

### 第三期樓層分佈[20]
- 38樓：醫院行政部
- 37樓：私家房、秀群套房
- 36樓：私家房及套房
- 35樓：私家房
- 33樓：私家房
- 32樓：半私家單人房、隔離病室及睡眠測試室
- 31樓：半私家單人房、隔離病室
- 27-29樓：產科部
- 26樓：兒科部病室
- 25樓：普通病室
- 22樓及23樓：普通外科病室
- 21樓：普通病房及隔離病室
- 20樓：普通病室及輻射隔離病室
- 18樓：同位素及正電子掃描部
- 17樓：防火層（空層）
- 16樓：藥劑部及腎臟透析中心
- 15樓：心臟導管中心及內窺鏡中心
- 13樓：深切治療病室（ICU）
- 12樓：普通病室

### 養和東區醫療中心
位於筲箕灣阿公岩村道5號，由養和東區大樓、李樹芳樓和曹延棨院組成。並將東區醫療中心升格為正規醫院。副院長陳煥堂表示，新醫院已通過城規會審批程序，正等待政府安排補地價，擬於2025年年底啟用。

## 薪金
養和醫院註冊護士薪級點介乎20至29點，起薪由每月40,515港元至頂薪61,415港元。另有每月固定津貼、年度約滿酬金、及酌情花紅。

## 出生名人
- 唐英年，企業家、前香港政務司司長，1952年9月6日[21]
- 劉向蕙，藝人劉德華及朱麗倩的女兒，2012年5月9日
- 劉秀盈，商人劉鑾雄及呂麗君的女兒
- 李嘉穎，商人李思廉的女兒
- Gillian Hu Sze Yan
- Jayden Max Hui，商人許晉亨及李嘉欣的兒子
- 藝人張柏芝的第三子
- 陳康堤，藝人陳奕迅及徐濠縈
- 容家麒，容有棠的兒子
- 張晞晴，香港流亡民運人士

## 逝世名人
- 張發奎，中華民國陸軍二級上將，1980年3月10日病逝。
- 戴萊（英语：Brian Taylor (jockey)），英國騎師，1984年12月8日於沙田馬場策騎『銀星一號』出賽時墮馬受重傷，兩日後不治，享年45歲
- 許世勳，企業家，2018年12月5日（去世，下同），97歲[22]
- 金庸，武侠小说作者，香港四大才子之一，2018年10月30日，94歲[23]
- 林燕妮，有「香江才女」、「香江淑女」之稱，武打明星李小龙大嫂，2018年5月31日，75歲[24][25][26]（另外，有報道指她死於瑪麗醫院[27]）
- 方逸华，前邵氏兄弟电影公司副主席和电视广播有限公司非执行董事、邵逸夫第二任妻子，2017年11月22日，83歲[28]
- 廖烈武，廖创兴企业有限公司主席兼董事总经理、银行家廖宝珊的第三子，2017年7月12日，79歲[29]
- 周启邦，律师，周锡年爵士之子、谭月清之夫，2010年10月14日，75歲[30]
- 朱家鼎，广告业名人、演员锺楚红之夫，2007年8月24日，53歲[31]
- 汤君年，汤臣集团大股东、一代侠女徐枫之夫，2004年10月14日，53歲[32]
- 梅艳芳，演员、歌手，2003年12月30日，40歲[33]
- 钟荣光，兴中会成员、岭南大学首任华人校长，并曾任民国初年广东都督府教育司长，1942年1月7日，76歲[34]
- 蔡元培，中国教育界元老，历任教育部长、北京大学校长、中央研究院院长等职务，1940年3月5日，73歲
- 谭江柏，1930年代中华民国国家代表队成员，香港球坛名宿，外号“谭铜头”，著名艺人谭咏麟父亲，2006年3月16日，94歲
- 蔡伯勵，著名堪輿學家，2018年7月26日，96歲
- 臧健和，湾仔码头创始人，2019年2月8日，74岁
- 何鴻燊，港澳商人，澳門博彩專利權開放之前經營澳門娛樂賭博公司，在澳門博彩業獨佔鰲頭，有“赌王”之稱，2020年5月26日，98歲
- 陳木勝，著名電影導演，死於鼻咽癌，2020年8月23日，58歲
- 霍呂燕妮，前全國政協副主席霍英東正室元配，2020年9月1日，97歲
- 錢國偉，著名電視綜藝節目監製、電影導演，患胰臟癌病逝，2020年10月27日，58歲
- 謝月美，香港資深女配音員及演員，2022年3月25日，74歲[35]
- 蓝琼缨，何鴻燊二房太太，2022年6月11日，79歲[36]
- 蔡瀾，著名美食評論家，香港四大才子之一，2025年6月25日，83歲[37]

## 外部連結
- 官方网站
- 養和醫院官方網站記錄
- 養和醫院李樹培院網站
- 香港私家醫院資料簡介 （页面存档备份，存于）